# Norma Thrower
Norma Claire Thrower, née Norma Austin le 5 février 1936, est une athlète australienne qui courait sur le 80 m haies.Aux Jeux olympiques d'été de 1956 à Melbourne, elle a remporté la médaille de bronze du 80 m haies derrière sa compatriote Shirley Strickland et l'Allemande Gisela Köhler. En 1958, elle s'impose en finale des Jeux de l'Empire britannique et du Commonwealth. Thrower égale le record du monde du 80 m haies en 1960 mais ne parvient pas à se qualifier pour la finale des Jeux olympiques de Rome.

## Palmarès

### Jeux olympiques d'été
- Jeux olympiques d'été de 1956 à Melbourne ( Australie)
  -  Médaille de bronze sur 80 m haies
- Jeux olympiques d'été de 1960 à Rome ( Italie)
  - éliminée en demi-finale sur 80 m haies

### Jeux de l'Empire britannique et du Commonwealth
- Jeux de l'Empire britannique et du Commonwealth de 1958 à Cardiff ( Pays de Galles)
  -  Médaille d'or sur 80 m haies

## Sources
- (en) Cet article est partiellement ou en totalité issu de l’article de Wikipédia en anglais intitulé « Norma Thrower » (voir la liste des auteurs).